# Невільниці
«Невільниці» - комедія на чотири дії російського письменника Олександра Островського. Написана 1881 року.
Надрукована в журналі «Отечественные записки» 1881 № 1.

## Дійові особи
- Євдоким Єгорович Стиров, дуже багата людина, років за 50.
- Евлалія Андріївна, його дружина, років під 30.
- Микита Абрамич Коблов, багата людина, середніх років, компаньйон Стирова за великим промисловим підприємством.
- Софія Сергіївна, його дружина, молода жінка.
- Артемій Васильович Мулін, молодий чоловік, один з головних службовців у конторі компанії.
- Мирон Іпатич, старий лакей Стирова.
- Марфа Севастьяновна, економка.

## Постановки
- 1883 - Малий театр. У ролях: Євлампія - М.М. Єрмолова, Мулін - А.П. Ленський.
- 1888 - Александрінський театр. У ролях: Євлампія - М.Г. Савіна, Марфа - В.В. Стрєльська, Мирон - В.Н. Давидов.
- 1948 - Театр ім. М.М. Єрмолової. Режисер А.М. Лобанов.
- 1972 - Московський Театр ім. О.С. Пушкіна. Режисер Олексій Говоруха. У ролях: Віра Алєнтова (Євлампія), Сергій Бобров, Володимир Успенський, Ольга Вікландт. (Телеверсія 1974 р.)
- 1996 - Театр ім. М.М. Єрмолової. Режисер Василь Сєчін.